# لیپوواتس (کروشواتس)
لیپوواتس (به صربی: Lipovac) یک منطقهٔ مسکونی در صربستان است که در کروشواتس واقع شده‌است. لیپوواتس ۳۴۵+۳lithu نفر جمعیت دارد.